# Governo ombra del Partito Comunista Italiano del 1989-1992

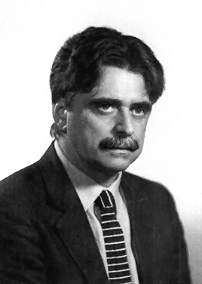
Achille Occhetto, presidente del Governo ombra del PCI

Il governo ombra del Partito Comunista Italiano, ideato e guidato da Achille Occhetto, è stato il primo governo ombra della storia d'Italia. Fu creato nel 1989 su modello dello shadow cabinet britannico, durando fino al 1992. Lo scopo primario per cui fu creato era quello di rilanciare il Partito Comunista Italiano (PCI) come valida alternativa di governo. Fu "ombra" dei governi Andreotti VI e VII.

## Storia
Nel 1988, Achille Occhetto diventò segretario del Partito Comunista Italiano (PCI) e già in quell'anno cominciò a parlare di un «governo ombra dell'opposizione». Nel febbraio dell'anno successivo annunciò che avrebbe proposto la creazione del governo ombra al successivo congresso del partito (il XVIII, tenutosi a Roma dal 18 al 22 marzo 1989). Alcuni nomi cominciarono a circolare già in marzo. Altri nomi poi rivelatisi definitivi, come quello di Giorgio Napolitano (successivamente Presidente della Repubblica) emersero il 12 luglio. Il governo ombra fu presentato ufficialmente al Senato il 19 luglio, ma la lista completa dei suoi membri (vedi sotto) era trapelata già il giorno precedente.
Il 22 luglio 1989 il governo ombra si riunì per la prima volta, a Palazzo Madama, discutendo, tra le altre cose, della "emergenza alghe" nel Mare Adriatico. Lo stesso giorno entrò in carica il Governo Andreotti VI, in seguito alla crisi del Governo De Mita.
Successivamente la composizione subì alcuni aggiustamenti, come l'ingresso di Giulio Carlo Argan ai beni culturali.
Nel 1991 il PCI si sciolse dando vita al Partito Democratico della Sinistra (PDS). Il governo ombra del PDS fu accantonato il 19 giugno 1992, poco dopo le elezioni politiche del 5 aprile 1992. Il PDS scelse così di affidare tutto a dei semplici portavoce tematici.

## Composizione
Del governo ombra facevano parte 23 persone. Non tutti appartenevano al PCI: alcuni, come Stefano Rodotà, Vincenzo Visco e Ada Becchi, provenivano dalla Sinistra Indipendente.
Questa la composizione del governo ombra al momento della sua creazione:
| Ministri-ombra         | Competenze                                          | Partito                  |
| ---------------------- | --------------------------------------------------- | ------------------------ |
| Achille Occhetto       | Presidente del Consiglio dei ministri               | PCI                      |
| Giorgio Napolitano     | Politica estera                                     | PCI                      |
| Aldo Tortorella        | Ordinamento dello Stato e sicurezza interna         | PCI                      |
| Stefano Rodotà         | Giustizia e diritti dei cittadini                   | Sinistra indipendente    |
| Alfredo Reichlin       | Bilancio, Programmazione e problemi del Mezzogiorno | PCI                      |
| Vincenzo Visco         | Politica delle entrate e finanze                    | Sinistra indipendente    |
| Filippo Cavazzuti      | Politica della spesa e tesoro                       | Sinistra indipendente    |
| Sergio Segre           | Politiche comunitarie                               | PCI                      |
| Giovanni Cervetti      | Difesa                                              | PCI                      |
| Gianfrancesco Borghini | Politiche industriali e delle attività produttive   | PCI                      |
| Carla Barbarella       | Agricoltura                                         | PCI                      |
| Adalberto Minucci      | Lavoro, mercato del lavoro e sicurezza sociale      | PCI                      |
| Aureliana Alberici     | Istruzione                                          | PCI                      |
| Edoardo Vesentini      | Università e ricerca                                | Sinistra indipendente    |
| Ettore Scola           | Cultura, beni culturali e spettacolo                | Indipendente di sinistra |
| Sergio Garavini        | Infrastrutture e servizi a rete                     | PCI                      |
| Ada Becchi             | Territorio, aree urbane e politica della casa       | Sinistra indipendente    |
| Giovanni Berlinguer    | Sanità                                              | PCI                      |
| Chicco Testa           | Ambiente                                            | PCI                      |
| Romana Bianchi         | Pari opportunità                                    | PCI                      |
| Luigi Cancrini         | Lotta alla droga                                    | Indipendente di sinistra |
| Grazia Zuffa           | Politiche giovanili                                 | PCI                      |
| Giovanni Pellicani     | Coordinatore                                        | PCI                      |